# لینا رین
لینا رین (به انگلیسی: Lena Raine) (زاده ۲۹ فوریهٔ ۱۹۸۴) موسیقی‌دان، تهیه‌کننده و توسعه‌دهنده بازی ویدئویی کانادایی-آمریکایی است.
او یک زن ترنس است.